# Втрачений вікенд (фільм)
«Втрачений вікенд» (англ. The Lost Weekend) — чорно-білий американський драматичний фільм 1945 року поставлений режисером Біллі Вайлдером. Сценарій до фільму написали Чарльзом Брекеттом і Біллі Вайлдер на основі однойменного роману американського письменника Чарльзом Джексоном у 1944 році.
Головні ролі виконують Рей Мілланд і Джейн Вайман. Разом з іншими 11 стрічками фільм здобув Гран-прі 1-го Каннського кінофестивалю 1946 року та чотири премії «Оскар», зокрема за найкращий фільм року.
У 2011 році «Втрачений вікенд» увійшов до Національного реєстру фільмів, як фільм, який має «культурне, історичне або естетичне» значення.

## Сюжет
У основі сюжету стрічки — хроніка чотирьох днів з життя письменника Дона Бернема, що спивається.
Дон, що прагне стати знаменитим, живе разом з братом, на ім'я Нік, який переконує його в необхідності кинути пити. Дон не п'є вже 10 днів і брат кличе його на заміський вікенд, щоб відмітити цю подію. Але письменник переконує Ніка, що він збирається серйозно попрацювати, і той їде за місто сам. Дон не справляється зі своєю хворобою і знову тягнеться до пляшки…

## В ролях
| Рей Мілланд     | ···· | Дон Бернем        |
| Джейн Вайман    | ···· | Гелен Сент-Джеймс |
| Філіп Террі     | ···· | Вік Бернем        |
| Говард Да Сілва | ···· | Нет               |
| Доріс Даулінг   | ···· | Глорія            |
| Френк Фейлен    | ···· | Бім Нолан         |
| Мері Янг        | ···· | місіс Деверідж    |
| Лілліан Фонтейн | ···· | місіс Сент-Джеймс |
| Френк Орт       | ···· | гардеробник       |

## Визнання
| Нагороди та номінації фільму «Втрачений вікенд» | Нагороди та номінації фільму «Втрачений вікенд» | Нагороди та номінації фільму «Втрачений вікенд»  | Нагороди та номінації фільму «Втрачений вікенд» | Нагороди та номінації фільму «Втрачений вікенд» | Нагороди та номінації фільму «Втрачений вікенд» |
| Рік                                             | Кінофестиваль/кінопремія                        | Категорія/нагорода                               | Номінант                                        | Результат                                       |                                                 |
| ----------------------------------------------- | ----------------------------------------------- | ------------------------------------------------ | ----------------------------------------------- | ----------------------------------------------- | ----------------------------------------------- |
| 1945                                            | Національна рада кінокритиків США               | Топ-10 фільмів                                   | Втрачений вікенд                                | Перемога                                        |                                                 |
| 1945                                            | Національна рада кінокритиків США               | Найкращий актор                                  | Рей Мілланд                                     | Перемога                                        |                                                 |
| 1946                                            | Оскар                                           | Найкращий фільм                                  | Втрачений вікенд                                | Перемога                                        |                                                 |
| 1946                                            | Оскар                                           | Найкращий режисер                                | Біллі Вайлдер                                   | Перемога                                        |                                                 |
| 1946                                            | Оскар                                           | Найкращий актор                                  | Рей Мілланд                                     | Перемога                                        |                                                 |
| 1946                                            | Оскар                                           | Найкращий сценарій                               | Чарльз Брекетт, Біллі Вайлдер                   | Перемога                                        |                                                 |
| 1946                                            | Оскар                                           | Найкраща операторська робота (чорно-білий фільм) | Джон Ф. Сейтц                                   | Номінація                                       |                                                 |
| 1946                                            | Оскар                                           | Найкращий монтаж                                 | Доан Гаррісон                                   | Номінація                                       |                                                 |
| 1946                                            | Оскар                                           | Найкраща музика                                  | Міклош Рожа                                     | Номінація                                       |                                                 |
| 1946                                            | Золотий глобус                                  | Найкращий фільм — драма                          | Втрачений вікенд                                | Перемога                                        |                                                 |
| 1946                                            | Золотий глобус                                  | Найкраща режисерська робота                      | Біллі Вайлдер                                   | Перемога                                        |                                                 |
| 1946                                            | Золотий глобус                                  | Найкращий актор                                  | Рей Мілланд                                     | Перемога                                        |                                                 |
| 1946                                            | 1-й Каннський кінофестиваль                     | Гран-прі                                         | Втрачений вікенд                                | Перемога                                        |                                                 |
| 1946                                            | 1-й Каннський кінофестиваль                     | Найкраща акторська гра                           | Рей Мілланд                                     | Перемога                                        |                                                 |
| 1946                                            | Нью-Йоркське коло кінокритиків                  | Найкращий фільм                                  | Втрачений вікенд                                | Перемога                                        |                                                 |
| 1946                                            | Нью-Йоркське коло кінокритиків                  | Найкращий режисер                                | Вільям Вайдлер                                  | Номінація                                       |                                                 |
| 1946                                            | Нью-Йоркське коло кінокритиків                  | Найкращий актор                                  | Рей Мілланд                                     | Перемога                                        |                                                 |